# Gabriele von Ende
Gabriele von Ende (* 21. Oktober 1944 in Bad Wiessee) ist eine deutsche Malerin.
Sie lebt und arbeitet in Haar bei München.

## Leben
Durch ihren malenden Stiefvater kam Gabriele von Ende bereits in den Jugendjahren zur Ölmalerei. Es folgten Fortbildungen an der Freien Akademie München, in Italien und an der Kunstakademie in Bad Reichenhall bei Peter Casagrande.
Durch Gabriele von Ende entstanden Möbel-, Teppich- und Stoffentwürfe für Hotels, sowie LichtBildKunst als Lichtstelen.

## Werk

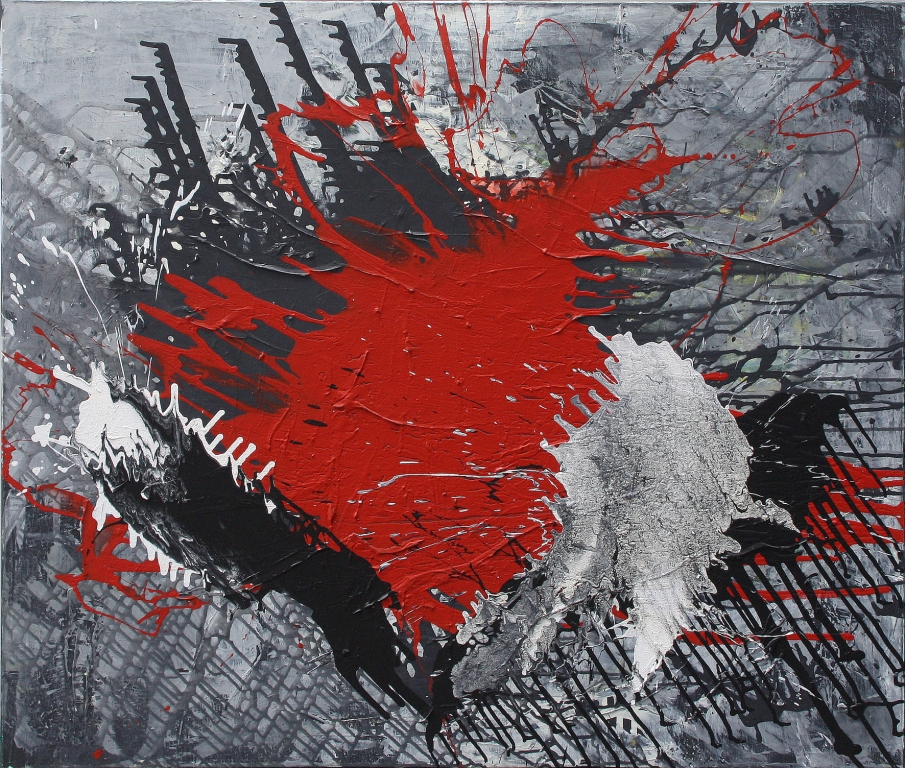
Mischtechnik auf Leinwand 100 × 120 cm, 2012

Als abstrakte, informelle, experimentelle Malerin  überrascht Gabriele von Ende im Malprozess immer wieder. Ein Vergleich mit den Bildwerken anderer abstrakter Kollegen ist daher schwer möglich. Der Duktus gelangt somit zur Wiedererkennung ihrer Bildwerke.
Zitat: "Wenn wir Maler Glück haben entsteht gute Kunst – Grundlage dafür sind Geduld, Mut, Ausdauer, Farbfreude, Neugier und zu wissen, wann man was macht und mit was man was macht oder auch nicht macht und einfach aufhört."
Wofür steht die Bildgestaltung der Malerin Gabriele von Ende?
Ihr Kommentar: "Ich stehe für lebendige Farben, für „Vierseitigkeit“, für Bildwerke, die man jeden Tag neu deuten kann, für Handwerk im Bild, für Veränderbarkeit, für Bilder, die die Seele erfreuen, die den Menschen in die Natur, ins Licht und seine innere Phantasie mitnehmen."
Gabriele von Ende bearbeitet alle Bildwerke von 4 Seiten. In ihren Augen sollen alle vier Seiten eines Werkes harmonisch im Einklang und ausgewogen sein.
So ist es dem Kunstinteressenten möglich, die Bilder auch von 4 Seiten zu betrachten, neu zu erfühlen, und wenn gewollt, um 360 Grad zu drehen. Es wird immer wieder ein neues Bildgefühl entstehen.
Deshalb gibt es auch keine Signierung auf der Vorderseite des Bildes. Eine Signierung bringt das Bild aus dem Gleichgewicht – "der Betrachter wird meinen Malstil erkennen…" sagt die Malerin. Die Rückseite des Bildwerkes ist selbstverständlich signiert.
Besonders hervorzuheben ist Gabriele von Endes Zyklus „7 Jahreswachstum im Leben“. Er besteht aus 10 großformatigen Bildwerken in Spachteltechnik mit einem Begleitblatt. Der Zyklus stellt die in der Biographielehre verwendeten Elemente für die verschiedenen Lebensabschnitte bildlich dar.
Foyers von Hotels oder Unternehmen erfahren eine ganz besondere Bereicherung durch Gabriele von Endes Bilder. Sie dekorieren den Raum nicht nur, sondern schaffen eine Atmosphäre des Sich-Wohlfühlens, des Verweilen-Wollens und werten so den Ort nachhaltig in den Augen der Besucher auf.
Zitat: "Eine nonverbale Sprache trifft den Betrachter, er fühlt sich wohl mit der Komposition und vertieft sich in die Vielseitigkeit des Bildgeschehens. Weniger ist oft mehr, prägnanter, eingängiger und ruhiger trotz Vielschichtigkeit."

## Sammlungen (Auswahl)

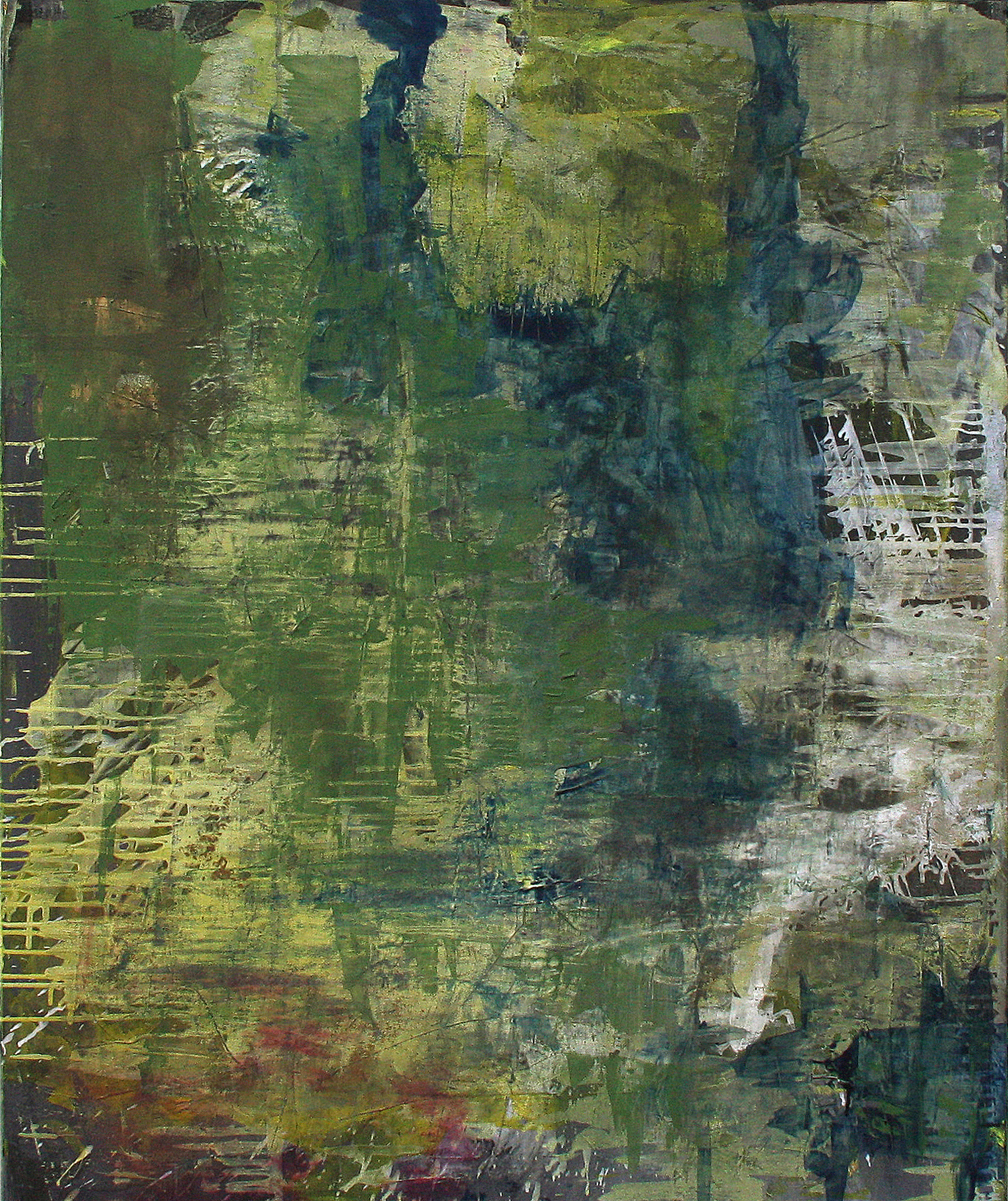
Mischtechnik auf Leinwand 100 × 120 cm, 2012

- Christophorus Hospiz, München (Lichtstelen)
- Katholische Kirche St. Bonifatius, Haar (Altarbildwerk)
- Collegium 2000, Kirchheim (Altarbild)

## Kunst am Bau
Bahnhofsunterführung in Haar bei München, KunstGlasgestaltung, 2013

## Ausstellungen (Auswahl)
- Galerie Emil Ruf, München
- Galerie Wolfgang Roucka, München
- Galerie Albert Haas, Vaduz/Liechtenstein
- Hotel Mandarin Oriental, München
- INTEGRATA AG, München
- Kunstforum Gehag, Berlin
- Kunstpavillon Alter Botanischer Garten, München
- SUN, München
- ART Zürich, Schweiz
- Commune di Torri del Benaco, Italien
- Galerie Bertoli, Mailand und Venedig, Italien

## Zitate

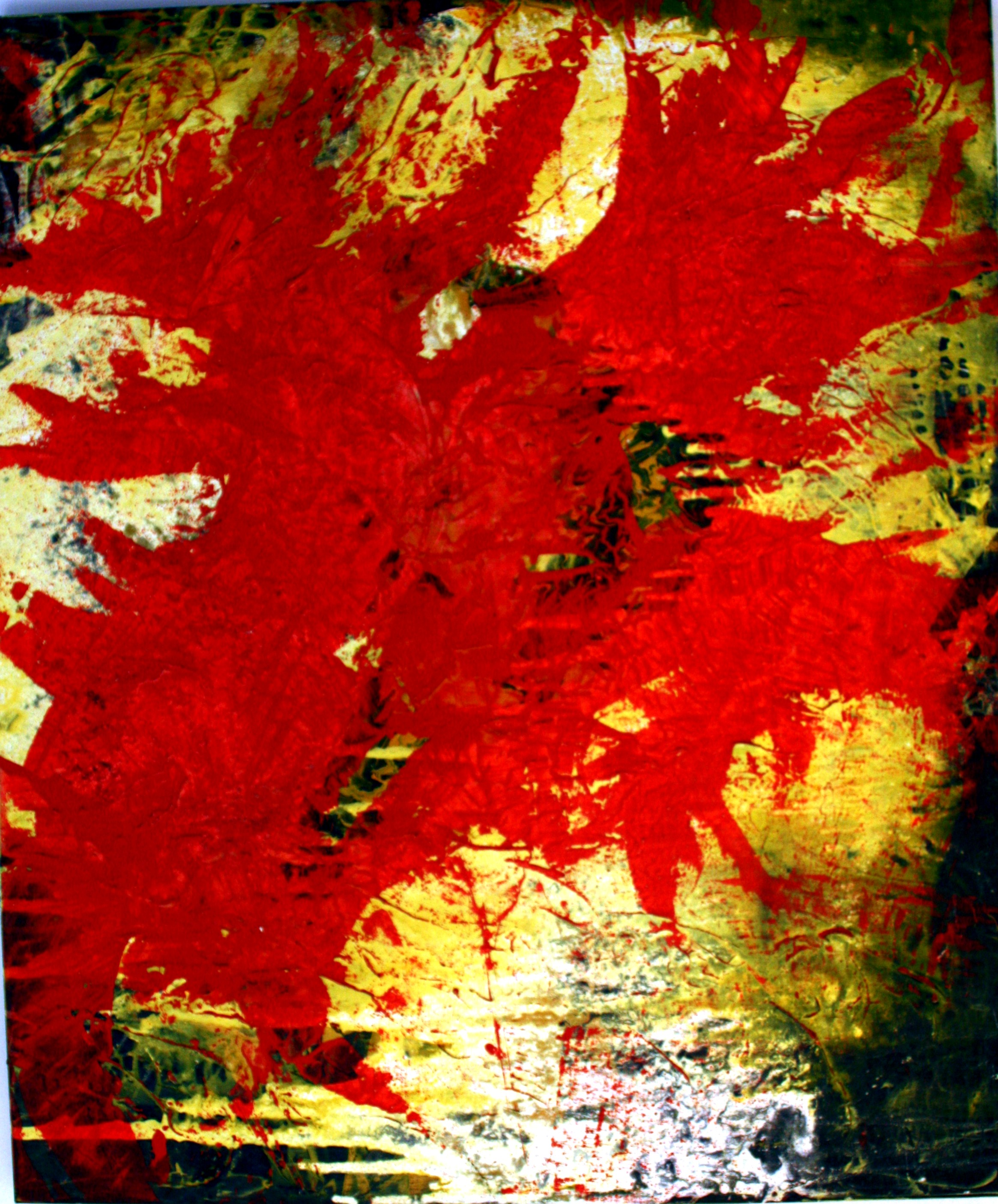
Mischtechnik auf Leinwand 100 × 120 cm, 2012

- "Malen ist ein immerwährender Spannungsbogen von unergründlichem Werden und Überraschungen im Sein."
- "Malen ist ein Übermichhinauswachsen – entstanden in der Stille."